# Škufče
Škufče – wieś w Słowenii, w gminie Bloke. W 2018 roku liczyła 7 mieszkańców.